# August Nebe (Pädagoge)

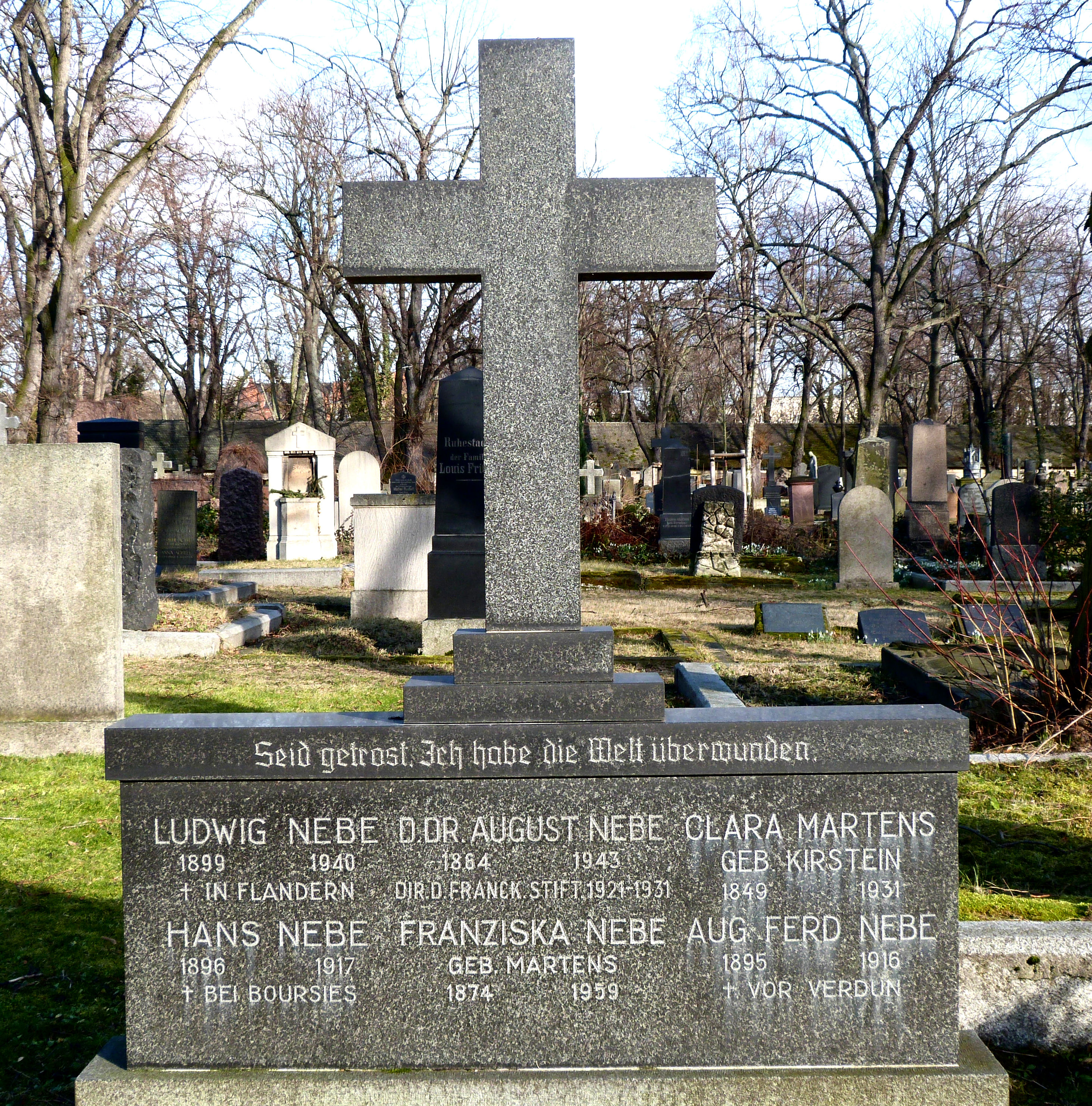
Grab von August Nebe auf dem Stadtgottesacker Halle

August Nebe (* 28. September 1864; † 24. April 1943) war ein deutscher Pädagoge.
Er studierte Klassische Philologie an der Universität Halle und wurde Mitglied des Klassisch-Philologischen Vereins Halle im Naumburger Kartellverband.
Von 1902 bis 1909 war er Rektor des Johanneums in Lüneburg, dann bis 1921 des Joachimsthalschen Gymnasiums. In seine Zeit fiel die Umsiedlung des Joachimsthalschen Gymnasium 1912 von Berlin-Wilmersdorf nach Templin. Zusammen mit dem Regierungsbaumeister Fritz Bräuning aus Berlin plante er den Neubau in Templin nach neusten pädagogischen Einsichten als Familienalumnat.
Von 1921 bis 1931 war er Direktor der Franckeschen Stiftungen in Halle (Saale).
Sein Grab befindet sich auf dem hallischen Stadtgottesacker.

## Schriften
- Geschichte des Johanneums 1806-1906. In: Festschrift zur 500jährigen Jubelfeier des Johanneums zu Lüneburg 26. Bis 28. September 1906, Lüneburg 1906
- Friedrich Mahling, Carl Mirbt und August Nebe: Zum Gedächtnis August Hermann Franckes, 1927
- Neue Quellen zu August Hermann Francke, 1927